# Hernando Beach
Hernando Beach és una concentració de població designada pel cens dels Estats Units a l'estat de Florida. Segons el cens del 2000 tenia 2.185 habitants.

## Demografia
Segons el cens del 2000, Hernando Beach tenia 2.185 habitants, 975 habitatges, i 727 famílies. La densitat de població era de 215,8 habitants/km².
Dels 975 habitatges en un 16,3% hi vivien nens de menys de 18 anys, en un 65,9% hi vivien parelles casades, en un 5,5% dones solteres, i en un 25,4% no eren unitats familiars. En el 19,5% dels habitatges hi vivien persones soles el 9% de les quals corresponia a persones de 65 anys o més que vivien soles. El nombre mitjà de persones vivint en cada habitatge era de 2,24 i el nombre mitjà de persones que vivien en cada família era de 2,52.
Per edats la població es repartia de la següent manera: un 13,6% tenia menys de 18 anys, un 4,7% entre 18 i 24, un 16,7% entre 25 i 44, un 38,8% de 45 a 60 i un 26,3% 65 anys o més.
L'edat mediana era de 53 anys. Per cada 100 dones de 18 o més anys hi havia 98,3 homes.
La renda mediana per habitatge era de 47.014 $ i la renda mediana per família de 49.605 $. Els homes tenien una renda mediana de 47.093 $ mentre que les dones 21.630 $. La renda per capita de la població era de 25.856 $. Entorn del 4,2% de les famílies i el 6,6% de la població estaven per davall del llindar de pobresa.

## Poblacions més properes
El següent diagrama mostra les poblacions més properes.